# アカデミー美術賞
アカデミー美術賞（Academy Award for Best Production Design）は、アカデミー賞の部門の一つで、最も優れた美術監督に贈られる。1940年から1956年、1959年から1966年まではモノクロ作品とカラー作品の美術監督それぞれに賞が与えられた。
第85回アカデミー賞（2012年）より、名称が「Academy Award for Best Art Direction」から「Academy Award for Best Production Design」に変更された。これは主催する映画芸術科学アカデミーのアートディレクター課（Art Directors Branch）がデザイナー課（Designers Branch）に変更されたからである。

## 統計
| 部門                            | 名前                     | 記録 | 備考           |
| ------------------------------- | ------------------------ | ---- | -------------- |
| 最多受賞                        | セドリック・ギボンズ     | 11回 | ノミネート39回 |
| 最多ノミネート                  | セドリック・ギボンズ     | 39回 | 受賞11回       |
| 最多ノミネート （受賞経験無し） | ローランド・アンダーソン | 15回 | 1989年没       |

## 室内装置賞

### 1920年代
| 年                                 | 美術                       | 作品名 |
| ---------------------------------- | -------------------------- | ------ |
| 1927/28年 （第1回）                |                            |        |
| ウィリアム・キャメロン             | 赤い鳩                     |        |
| ウィリアム・キャメロン             | テンペスト                 |        |
| ハリー・オリヴァー                 | 第七天国                   |        |
| ロフス・グリーゼ                   | サンライズ                 |        |
| 1928/29年 （第2回）                |                            |        |
| セドリック・ギボンズ               | The Bridge of San Luis Rey |        |
| ミッチェル・ライゼン               | ダイナマイト               |        |
| ウィリアム・キャメロン・メンジース | アリバイ                   |        |
| ウィリアム・キャメロン・メンジース | 目覚め                     |        |
| ハンス・ドライヤー                 | The Patriot                |        |
| ハリー・オリバー                   | 街の天使                   |        |

### 1930年代
| 年                                                                | 美術                         | 作品名 |
| ----------------------------------------------------------------- | ---------------------------- | ------ |
| 1929/30年 （第3回）                                               |                              |        |
| ハーマン・ロス                                                    | キング・オブ・ジャズ         |        |
| ウィリアム・キャメロン・メンジース                                | ブルドッグ・ドラモンド       |        |
| ハンス・ドライヤー                                                | ラヴ・パレード               |        |
| ハンス・ドライヤー                                                | 放浪の王者                   |        |
| ジャック・オーキイ                                                | 恋の花園                     |        |
| 1930/31年 （第4回）                                               |                              |        |
| マックス・リー                                                    | シマロン                     |        |
| ステファン・グーソン ラルフ・ハーメラス                           | 五十年後の世界               |        |
| ハンス・ドライヤー                                                | モロッコ                     |        |
| アントン・グロット                                                | 悪魔スヴェンガリ             |        |
| リチャード・デイ                                                  | ウーピー                     |        |
| 1931/32年 （第5回）                                               |                              |        |
| ゴードン・ウィルス                                                | 大西洋横断                   |        |
| ラザール・メールソン                                              | 自由を我等に                 |        |
| リチャード・デイ                                                  | 人類の戦士                   |        |
| 1932/33年 （第6回）                                               |                              |        |
| ウィリアム・S・ダーリング                                         | 大帝国行進曲                 |        |
| ハンス・ドライヤー ローランド・アンダーソン                       | 戦場よさらば                 |        |
| セドリック・ギボンズ                                              | When Ladies Meet             |        |
| 1934年 （第7回）                                                  |                              |        |
| セドリック・ギボンズ フレデリック・ホープ                         | メリィ・ウィドウ             |        |
| ヴァン・ネスト・ポルグラス キャロル・クラーク                     | コンチネンタル               |        |
| リチャード・デイ                                                  | The Affairs of Cellini       |        |
| 1935年 （第8回）                                                  |                              |        |
| リチャード・デイ                                                  | ダアク・エンゼル             |        |
| ハンス・ドライヤー ローランド・アンダーソン                       | ベンガルの槍騎兵             |        |
| キャロル・クラーク ヴァン・ネスト・ポルグラス                     | トップ・ハット               |        |
| 1936年 （第9回）                                                  |                              |        |
| リチャード・デイ                                                  | 孔雀夫人                     |        |
| アントン・グロット                                                | 風雲児アドヴァース           |        |
| セドリック・ギボンズ エディ今津 エドウィン・B・ウィリス           | 巨星ジーグフェルド           |        |
| ウィリアム・S・ダーリング                                         | 勝鬨                         |        |
| アルバート・S・ダゴスティーノ ジャック・オターソン                | 鉄人対巨人                   |        |
| セドリック・ギボンズ フレデリック・ホープ エドウィン・B・ウィリス | ロミオとジュリエット         |        |
| ペリー・ファーガソン                                              | 目撃者                       |        |
| 1937年 （第10回）                                                 |                              |        |
| ステファン・グーソン                                              | 失はれた地平線               |        |
| セドリック・ギボンズ ウィリアム・ホーニング                       | 征服                         |        |
| キャロル・クラーク                                                | 踊る騎士                     |        |
| リチャード・デイ                                                  | デッドエンド                 |        |
| ウィアード・イーネン                                              | Every Day's a Holiday        |        |
| アントン・グロット                                                | ゾラの生涯                   |        |
| ジョン・ヴィクター・マッケイ                                      | Manhattan Merry-Go-Round     |        |
| ライル・ウィーラー                                                | ゼンダ城の虜                 |        |
| ハンス・ドライヤー ローランド・アンダーソン                       | 海の魂                       |        |
| アレクサンダー・トルボフ                                          | ファッション・タイム         |        |
| ウィリアム・S・ダーリング デヴィッド・S・ホール                   | テンプルの軍使               |        |
| ジャック・オターソン                                              | スイングの女王               |        |
| 1938年 （第11回）                                                 |                              |        |
| カール・J・ウエイル                                               | ロビンフッドの冒険           |        |
| ライル・ウィーラー                                                | トム・ソーヤ                 |        |
| バーナード・ヘルッブルン ボリス・レヴェン                         | 世紀の楽団                   |        |
| アレクサンダー・トルボフ                                          | カスバの恋                   |        |
| ヴァン・ネスト・ポルグラス                                        | 気儘時代                     |        |
| リチャード・デイ                                                  | 華麗なるミュージカル         |        |
| ステファン・グーソン ライオネル・バンクス                         | 素晴らしき休日               |        |
| ハンス・ドライヤー ジョン・B・グッドマン                          | 放浪の王者                   |        |
| ジャック・オターソン                                              | アヴェ・マリア               |        |
| セドリック・ギボンズ                                              | マリー・アントアネットの生涯 |        |
| チャールズ・D・ホール                                             | Merrily We Live              |        |
| 1939年 （第12回）                                                 |                              |        |
| ライル・ウィーラー                                                | 風と共に去りぬ               |        |
| ハンス・ドライヤー ロバート・オデル                               | ボー・ジェスト               |        |
| チャールズ・D・ホール                                             | Captain Fury                 |        |
| ジャック・オターソン マーチン・オブジナ                           | 銀の靴                       |        |
| ヴァン・ネスト・ポルグラス アル・ハーマン                         | 邂逅                         |        |
| ジョン・ヴィクター・マッケイ                                      | Man of Conquest              |        |
| ライオネル・バンクス                                              | スミス都へ行く               |        |
| アントン・グロット                                                | 女王エリザベス               |        |
| ウィリアム・S・ダーリング ジョージ・ダッドリー                    | 雨ぞ降る                     |        |
| アレクサンダー・トルボフ                                          | 駅馬車                       |        |
| セドリック・ギボンズ ウィリアム・A・ホーニング                    | オズの魔法使                 |        |
| ジェームズ・バセヴィ                                              | 嵐が丘                       |        |

### 1940年代
| 年                | 美術                                            | 作品名                 |
| ----------------- | ----------------------------------------------- | ---------------------- |
| 1940年 （第13回） | モノクロ作品                                    | モノクロ作品           |
| 1940年 （第13回） | セドリック・ギボンズ ポール・グロッシー         | 高慢と偏見             |
| 1940年 （第13回） | ハンス・ドライヤー ロバート・アシャー           | 囁きの木陰             |
| 1940年 （第13回） | ライオネル・バンクス ロバート・ピーターソン     | アリゾナ               |
| 1940年 （第13回） | ジャック・オターソン                            | The Boys from Syracuse |
| 1940年 （第13回） | ジョン・ヴィクター・マッケイ                    | 暗黒の命令             |
| 1940年 （第13回） | アレクサンダー・ゴリツェン                      | 海外特派員             |
| 1940年 （第13回） | リチャード・デイ ジョセフ・C・ライト            | Lillian Russell        |
| 1940年 （第13回） | ヴァン・ネスト・ポルグラス マーク＝リー・カーク | ママのご帰還           |
| 1940年 （第13回） | ジョン・デュカス・シュルツ                      | My Son, My Son         |
| 1940年 （第13回） | ルイス・J・ラックミル                           | 我等の町               |
| 1940年 （第13回） | ライル・ウィーラー                              | レベッカ               |
| 1940年 （第13回） | アントン・グロット                              | シー・ホーク           |
| 1940年 （第13回） | ジェームズ・バセヴィ                            | 西部の男               |
| 1940年 （第13回） | カラー作品                                      |                        |
| 1940年 （第13回） | ヴィンセント・コルダ                            | バグダッドの盗賊       |
| 1940年 （第13回） | セドリック・ギボンズ ジョン・S・デトリー        | Bitter Sweet           |
| 1940年 （第13回） | リチャード・デイ ジョセフ・C・ライト            | 遥かなるアルゼンチン   |
| 1940年 （第13回） | ハンス・ドライヤー ローランド・アンダーソン     | 北西騎馬警官隊         |

| 年                | 美術                                                            | 装置                                                  | 作品名                                |
| ----------------- | --------------------------------------------------------------- | ----------------------------------------------------- | ------------------------------------- |
| 1941年 （第14回） | モノクロ作品                                                    | モノクロ作品                                          | モノクロ作品                          |
| 1941年 （第14回） | リチャード・デイ ネイサン・ジュラン                             | トーマス・リトル                                      | わが谷は緑なりき                      |
| 1941年 （第14回） | ペリー・ファーガソン ヴァン・ネスト・ポルグラス                 | アル・フィールズ ダレル・シルヴェラ                   | 市民ケーン                            |
| 1941年 （第14回） | マーチン・オブジナ ジャック・オターソン ラッセル・A・ガウスマン | -                                                     | 焔の女                                |
| 1941年 （第14回） | ハンス・ドライヤー ロバート・アシャー                           | サム・コマー                                          | Hold Back the Dawn                    |
| 1941年 （第14回） | ライオネル・バンクス                                            | ジョージ・モンゴメリー                                | 生きてる死骸                          |
| 1941年 （第14回） | スティーヴン・グーソン                                          | ハワード・ブリストル                                  | 偽りの花園                            |
| 1941年 （第14回） | ジョン・ヒューズ                                                | フレッド・マクリーン                                  | ヨーク軍曹                            |
| 1941年 （第14回） | ジョン・デュカス・シュルツ                                      | エドワード・G・ボイル                                 | Son of Monte Cristo                   |
| 1941年 （第14回） | アレクサンダー・ゴリツェン                                      | リチャード・アーヴァイン                              | 砂丘の敵                              |
| 1941年 （第14回） | ヴィンセント・コルダ                                            | ジュリア・ヘロン                                      | 美女ありき                            |
| 1941年 （第14回） | セドリック・ギボンズ ランダル・デュエル                         | エドウィン・B・ウィリス                               | When Ladies Meet                      |
| 1941年 （第14回） | カラー作品                                                      |                                                       |                                       |
| 1941年 （第14回） | セドリック・ギボンズ ウーリー・マックリアリー                   | エドウィン・B・ウィリス                               | 塵に咲く花                            |
| 1941年 （第14回） | リチャード・デイ ジョセフ・C・ライト                            | トーマス・リトル                                      | 血と砂                                |
| 1941年 （第14回） | ラウール・ペネ・デュボワ                                        | スティーヴン・A・シーモア                             | Louisiana Purchase                    |
| 1942年 （第15回） | モノクロ作品                                                    | モノクロ作品                                          | モノクロ作品                          |
| 1942年 （第15回） | リチャード・デイ ジョセフ・C・ライト                            | トーマス・リトル                                      | 純愛の誓い                            |
| 1942年 （第15回） | マックス・パーカー マーク＝リー・カーク                         | ケイシー・ロバーツ                                    | George Washington Slept Here          |
| 1942年 （第15回） | アルバート・S・ダゴスティーノ                                   | アル・フィールズ ダレル・シルヴェラ                   | 偉大なるアンバーソン家の人々          |
| 1942年 （第15回） | ペリー・ファーガソン                                            | ハワード・ブリストル                                  | 打撃王                                |
| 1942年 （第15回） | セドリック・ギボンズ ランダル・デュエル                         | エドウィン・B・ウィリス ジャック・ムーア              | 心の旅路                              |
| 1942年 （第15回） | ジョン・B・グッドマン ジャック・オターソン                      | ラッセル・A・ガウスマン ボリス・レヴェン              | 上海ジェスチャー                      |
| 1942年 （第15回） | ラルフ・バーガー                                                | エミール・クーリ                                      | 賭博の女王                            |
| 1942年 （第15回） | ジョン・B・グッドマン ジャック・オターソン                      | ラッセル・A・ガウスマン エドワード・R・ロビンソン     | スポイラース                          |
| 1942年 （第15回） | ハンス・ドライヤー ローランド・アンダーソン                     | サム・コマー                                          | Take a Letter, Darling                |
| 1942年 （第15回） | ライオネル・バンクス ルドルフ・スターナド                       | フェイ・バブコック                                    | 希望の降る街                          |
| 1942年 （第15回） | カラー作品                                                      |                                                       |                                       |
| 1942年 （第15回） | リチャード・デイ ジョセフ・C・ライト                            | トーマス・リトル                                      | My Gal Sal                            |
| 1942年 （第15回） | アレクサンダー・ゴリツェン ジャック・オターソン                 | ラッセル・A・ガウスマン アイラ・S・ウェッブ           | アラビアン・ナイト                    |
| 1942年 （第15回） | テッド・スミス                                                  | ケイシー・ロバーツ                                    | 空軍の暴れん坊                        |
| 1942年 （第15回） | ヴィンセント・コルダ                                            | ジュリア・ヘロン                                      | ジャングル・ブック                    |
| 1942年 （第15回） | ハンス・ドライヤー ローランド・アンダーソン                     | ジョージ・ソーリー                                    | 絶海の嵐                              |
| 1943年 （第16回） | モノクロ作品                                                    | モノクロ作品                                          | モノクロ作品                          |
| 1943年 （第16回） | ジェームズ・バセヴィ ウィリアム・S・ダーリング                  | トーマス・リトル                                      | 聖処女                                |
| 1943年 （第16回） | ハンス・ドライヤー エルンスト・フェジッテ                       | バートラム・グレンジャー                              | 熱砂の秘密                            |
| 1943年 （第16回） | アルバート・S・ダゴスティーノ キャロル・クラーク                | ダレル・シルヴェラ ハーレー・ミラー                   | 高度20,000フィート                    |
| 1943年 （第16回） | セドリック・ギボンズ ポール・グロッシー                         | エドウィン・B・ウィリス ヒュー・ハント                | キュリー夫人                          |
| 1943年 （第16回） | カール・ウエイル                                                | ジョージ・J・ホプキンス                               | Mission to Moscow                     |
| 1943年 （第16回） | ペリー・ファーガソン                                            | ハワード・ブリストル                                  | 電撃作戦                              |
| 1943年 （第16回） | カラー作品                                                      |                                                       |                                       |
| 1943年 （第16回） | アレクサンダー・ゴリツェン ジョン・B・グッドマン                | ラッセル・A・ガウスマン アイラ・S・ウェッブ           | オペラ座の怪人                        |
| 1943年 （第16回） | ハンス・ドライヤー ハルデイン・ダグラス                         | バートラム・グレンジャー                              | 誰が為に鐘は鳴る                      |
| 1943年 （第16回） | ジェームズ・バセヴィ ジョセフ・C・ライト                        | トーマス・リトル                                      | バズビー・バークリーの集まれ!仲間たち |
| 1943年 （第16回） | ジョン・ヒューズ ジョン・コーニッグ                             | ジョージ・J・ホプキンス                               | ロナルド・レーガンの 陸軍中尉         |
| 1943年 （第16回） | セドリック・ギボンズ ダニエル・B・キャスカート                  | エドウィン・B・ウィリス ジャック・マルソー            | Thousands Cheer                       |
| 1944年 （第17回） | モノクロ作品                                                    | モノクロ作品                                          | モノクロ作品                          |
| 1944年 （第17回） | セドリック・ギボンズ ウィリアム・フェラーリ                     | ポール・フルトシンスキー エドウィン・B・ウィリス      | ガス燈                                |
| 1944年 （第17回） | ライオネル・バンクス ウォルター・ホルシャー                     | ジョセフ・キッシュ                                    | Address Unknown                       |
| 1944年 （第17回） | ジョン・ヒューズ                                                | フレッド・マクリーン                                  | The Adventures of Mark Twain          |
| 1944年 （第17回） | ペリー・ファーガソン                                            | ジュリア・ヘロン                                      | クーパーの花婿物語                    |
| 1944年 （第17回） | ライル・ウィーラー リーランド・フラー                           | トーマス・リトル                                      | ローラ殺人事件                        |
| 1944年 （第17回） | ハンス・ドライヤー ロバート・アシャー                           | サミュエル・M・コマー                                 | 淑女と拳骨                            |
| 1944年 （第17回） | マーク＝リー・カーク                                            | ヴィクター・A・ガンジェリン                           | 君去りし後                            |
| 1944年 （第17回） | アルバート・S・ダゴスティーノ キャロル・クラーク                | ダレル・シルヴェラ クロード・カーペンター             | 芸人ホテル                            |
| 1944年 （第17回） | カラー作品                                                      |                                                       |                                       |
| 1944年 （第17回） | ウィアード・イーネン                                            | トーマス・リトル                                      | ウィルソン                            |
| 1944年 （第17回） | ジョン・B・グッドマン アレクサンダー・ゴリツェン                | ラッセル・A・ガウスマン アイラ・S・ウェッブ           | The Climax                            |
| 1944年 （第17回） | ライオネル・バンクス ケーリー・オデール                         | フェイ・バブコック                                    | カバーガール                          |
| 1944年 （第17回） | チャールズ・ノヴィ                                              | ジャック・マコナヒー                                  | The Desert Song                       |
| 1944年 （第17回） | セドリック・ギボンズ ダニエル・B・キャスカート                  | エドウィン・B・ウィリス リチャード・ペファール        | キスメット                            |
| 1944年 （第17回） | ハンス・ドライヤー ラウール・ペーン・デュ・ポワ                 | レイ・モイヤー                                        | Lady in the Dark                      |
| 1944年 （第17回） | エルンスト・フェジッテ                                          | ハワード・ブリストル                                  | 姫君と海賊                            |
| 1945年 （第18回） | モノクロ作品                                                    | モノクロ作品                                          | モノクロ作品                          |
| 1945年 （第18回） | ウィアード・イーネン                                            | A・ローランド・フィールズ                             | 東京スパイ大作戦                      |
| 1945年 （第18回） | アルバート・S・ダゴスティーノ ジャック・オケイ                  | ダレル・シルヴェラ クロード・カーペンター             | 恐ろしき結婚                          |
| 1945年 （第18回） | ジェームズ・バセヴィ ウィリアム・S・ダーリング                  | トーマス・リトル フランク・E・ヒューズ                | 王国の鍵                              |
| 1945年 （第18回） | ハンス・ドライヤー ローランド・アンダーソン                     | サミュエル・M・コマー レイ・モイヤー                  | ラヴレター                            |
| 1945年 （第18回） | セドリック・ギボンズ ハンス・ペーターズ                         | エドウィン・B・ウィリス ジョン・ボナー ヒュー・ハント | ドリアン・グレイの肖像                |
| 1945年 （第18回） | カラー作品                                                      |                                                       |                                       |
| 1945年 （第18回） | ハンス・ドライヤー エルンスト・フェジッテ                       | サミュエル・M・コマー                                 | 情炎の海                              |
| 1945年 （第18回） | ライル・ウィーラー モーリス・ランスフォード                     | トーマス・リトル                                      | 哀愁の湖                              |
| 1945年 （第18回） | セドリック・ギボンズ ウーリー・マックリアリー                   | エドウィン・B・ウィリス ミルドレッド・グリフィス      | 緑園の天使                            |
| 1945年 （第18回） | テッド・スミス                                                  | ジャック・マコナヒー                                  | サン・アントニオ                      |
| 1945年 （第18回） | スティーヴン・グーソン ルドルフ・スターナド                     | フランク・タトル                                      | 千一夜物語・魔法のランプ              |
| 1946年 （第19回） | モノクロ作品                                                    | モノクロ作品                                          | モノクロ作品                          |
| 1946年 （第19回） | ウィリアム・S・ダーリング ライル・ウィーラー                    | トーマス・リトル フランク・E・ヒューズ                | アンナとシャム王                      |
| 1946年 （第19回） | ハンス・ドライヤー ウォルター・H・タイラー                      | サミュエル・M・コマー レイ・モイヤー                  | Kitty                                 |
| 1946年 （第19回） | リチャード・デイ ネイサン・ジュラン                             | トーマス・リトル ポール・S・フォックス                | 剃刀の刃                              |
| 1946年 （第19回） | カラー作品                                                      |                                                       |                                       |
| 1946年 （第19回） | セドリック・ギボンズ ポール・グロッシー                         | エドウィン・B・ウィリス                               | 子鹿物語                              |
| 1946年 （第19回） | ジョン・ブライアン                                              | -                                                     | シーザーとクレオパトラ                |
| 1946年 （第19回） | ポール・シェリフ カーメン・ディロン                             | -                                                     | ヘンリィ五世                          |

## 美術監督・装置賞

### 1940年代
| 年                | 美術監督                                                             | 装置監督                                          | 作品名                     |
| ----------------- | -------------------------------------------------------------------- | ------------------------------------------------- | -------------------------- |
| 1947年 （第20回） | モノクロ作品                                                         | モノクロ作品                                      | モノクロ作品               |
| 1947年 （第20回） | ウィルフレッド・シングルトン                                         | ジョン・ブライアン                                | 大いなる遺産               |
| 1947年 （第20回） | ライル・R・ウィーラー モーリス・ランスフォード ポール・S・フォックス | トーマス・リトル ポール・S・フォックス            | The Foxes of Harrow        |
| 1947年 （第20回） | カラー作品                                                           |                                                   |                            |
| 1947年 （第20回） | アルフレート・ユンゲ                                                 | —                                                 | 黒水仙                     |
| 1947年 （第20回） | ロバート・M・ハース                                                  | ジョージ・ジェイムズ・ホプキンス                  | ライフ・ウィズ・ファーザー |
| 1948年 （第21回） | モノクロ作品                                                         | モノクロ作品                                      | モノクロ作品               |
| 1948年 （第21回） | カーメン・ディロン                                                   | ロジャー・K・ファース                             | ハムレット                 |
| 1948年 （第21回） | ロバート・ハース                                                     | ウィリアム・O・ウォレス                           | ジョニー・ベリンダ         |
| 1948年 （第21回） | カラー作品                                                           |                                                   |                            |
| 1948年 （第21回） | アーサー・ローソン                                                   | ハイン・ヘックロス                                | 赤い靴                     |
| 1948年 （第21回） | リチャード・デイ                                                     | エドウィン・ケーシー・ロバーツ ジョセフ・キッシュ | ジャンヌ・ダーク           |
| 1949年 （第22回） | モノクロ作品                                                         | モノクロ作品                                      | モノクロ作品               |
| 1949年 （第22回） | ハリー・ホーナー ジョン・ミーハン                                    | エミール・クーリ                                  | 女相続人                   |
| 1949年 （第22回） | ライル・R・ウィーラー ジョセフ・C・ライト                            | トーマス・リトル ポール・S・フォックス            | 星は輝く                   |
| 1949年 （第22回） | セドリック・ギボンズ ジャック・マーチン・スミス                      | エドウィン・B・ウィリス リチャード・A・ペファール | ボヴァリー夫人             |
| 1949年 （第22回） | カラー作品                                                           |                                                   |                            |
| 1949年 （第22回） | セドリック・ギボンズ ポール・グロッシー                              | エドウィン・B・ウィリス ジャック・D・ムーア       | 若草物語                   |
| 1949年 （第22回） | エドワード・キャリア                                                 | ライル・レイフスナイダー                          | ドン・ファンの冒険         |
| 1949年 （第22回） | ジム・モラハン ウィリアム・ケルナー                                  | マイケル・レルフ                                  | 死せる恋人に捧ぐる悲歌     |

### 1950年代
| 年                                                              | 美術監督                                                                                     | 装置監督                                                                             | 作品名               |
| --------------------------------------------------------------- | -------------------------------------------------------------------------------------------- | ------------------------------------------------------------------------------------ | -------------------- |
| 1950年 （第23回）/small>                                        | モノクロ作品                                                                                 | モノクロ作品                                                                         | モノクロ作品         |
| 1950年 （第23回）/small>                                        | ハンス・ドライヤー ジョン・ミーハン                                                          | サミュエル・M・コマー レイ・モイヤー                                                 | サンセット大通り     |
| 1950年 （第23回）/small>                                        | ジョージ・W・デイヴィス ライル・R・ウィーラー                                                | トーマス・リトル ウォルター・M・スコット                                             | イヴの総て           |
| 1950年 （第23回）/small>                                        | セドリック・ギボンズ ハンス・ピーターズ                                                      | エドウィン・B・ウィリス ヒュー・ハント                                               | 赤きダニューブ       |
| 1950年 （第23回）/small>                                        | カラー作品                                                                                   |                                                                                      |                      |
| 1950年 （第23回）/small>                                        | ハンス・ドライヤー ウォルター・テイラー                                                      | サミュエル・M・コマー レイ・モイヤー                                                 | サムソンとデリラ     |
| 1950年 （第23回）/small>                                        | セドリック・ギボンズ ポール・グロッシー                                                      | エドウィン・B・ウィリス リチャード・A・ペファール                                    | アニーよ銃をとれ     |
| 1950年 （第23回）/small>                                        | エルンスト・フェジッテ                                                                       | ジョージ・ソーリー                                                                   | 月世界征服           |
| 1951年 （第24回）                                               | モノクロ作品                                                                                 | モノクロ作品                                                                         | モノクロ作品         |
| 1951年 （第24回）                                               | リチャード・デイ                                                                             | ジョージ・ジェイムズ・ホプキンス                                                     | 欲望という名の電車   |
| 1951年 （第24回）                                               | リーランド・フラー ライル・R・ウィーラー                                                     | トーマス・リトル フレッド・J・ローズ                                                 | 14時間の恐怖         |
| 1951年 （第24回）                                               | ジョン・デ・キュア ライル・R・ウィーラー                                                     | ポール・S・フォックス トーマス・リトル                                               | テレグラフ・ヒルの家 |
| 1951年 （第24回）                                               | ジャン・ドーボンヌ                                                                           | —                                                                                    | 輪舞                 |
| 1951年 （第24回）                                               | セドリック・ギボンズ ポール・グロッシー                                                      | エドウィン・B・ウィリス ジャック・D・ムーア                                          | Too Young to Kiss    |
| 1951年 （第24回）                                               | カラー作品                                                                                   |                                                                                      |                      |
| 1951年 （第24回）                                               | E・プレストン・エイムズ セドリック・ギボンズ                                                 | エドウィン・B・ウィリス F・ケオー・グリーソン                                        | 巴里のアメリカ人     |
| 1951年 （第24回）                                               | ジョージ・W・デイヴィス ライル・R・ウィーラー                                                | ポール・S・フォックス トーマス・リトル                                               | 愛欲の十字路         |
| 1951年 （第24回）                                               | リーランド・フラー ライル・R・ウィーラー                                                     | トーマス・リトル ウォルター・M・スコット                                             | 南仏夜話 夫は偽者    |
| 1951年 （第24回）                                               | エドワード・C・カーファグノ セドリック・ギボンズ ウィリアム・A・ホーニング                   | ヒュー・ハント                                                                       | クォ・ヴァディス     |
| 1951年 （第24回）                                               | ハイン・ヘックロス                                                                           | —                                                                                    | ホフマン物語         |
| 1952年 （第25回）                                               | モノクロ作品                                                                                 | モノクロ作品                                                                         | モノクロ作品         |
| 1952年 （第25回）                                               | エドワード・C・カルファーノ セドリック・ギボンズ                                             | F・ケオー・グリーソン エドウィン・B・ウィリス                                        | 悪人と美女           |
| 1952年 （第25回）                                               | ローランド・アンダーソン ハル・ペレイラ                                                      | エミール・クーリ                                                                     | 黄昏                 |
| 1952年 （第25回）                                               | ジョン・デ・キュア ライル・R・ウィーラー                                                     | ウォルター・M・スコット                                                              | 謎の佳人レイチェル   |
| 1952年 （第25回）                                               | 松山崇                                                                                       | 松本春造                                                                             | 羅生門               |
| 1952年 （第25回）                                               | リーランド・フラー ライル・R・ウィーラー                                                     | クロード・カーペンター トーマス・リトル                                              | 革命児サパタ         |
| 1952年 （第25回）                                               | カラー作品                                                                                   |                                                                                      |                      |
| 1952年 （第25回）                                               | マルセル・ヴェルテス                                                                         | ポール・シェリフ                                                                     | 赤い風車             |
| 1952年 （第25回）                                               | クラーヴェ リチャード・デイ                                                                  | ハワード・ブリストル                                                                 | アンデルセン物語     |
| 1952年 （第25回）                                               | セドリック・ギボンズ ポール・グロッシー                                                      | アーサー・クラムズ エドウィン・B・ウィリス                                           | メリイ・ウィドウ     |
| 1952年 （第25回）                                               | フランク・ホテイリング                                                                       | ジョン・マッカーシー・Jr チャールス・トンプソン                                      | 静かなる男           |
| 1952年 （第25回）                                               | ジョン・デ・キュア ライル・R・ウィーラー                                                     | ポール・S・フォックス トーマス・リトル                                               | キリマンジャロの雪   |
| 1953年 （第26回）                                               | モノクロ作品                                                                                 | モノクロ作品                                                                         | モノクロ作品         |
| 1953年 （第26回）                                               | エドワード・カーファグノ セドリック・ギボンズ                                                | ヒュー・ハント エドウィン・B・ウィリス                                               | ジュリアス・シーザー |
| 1953年 （第26回）                                               | ポール・マーコウィッツ フリッツ・モーリシャフト                                              | —                                                                                    | Martin Luther        |
| 1953年 （第26回）                                               | リーランド・フラー ライル・R・ウィーラー                                                     | ポール・S・フォックス                                                                | 真紅の女             |
| 1953年 （第26回）                                               | ハル・ペレイラ ウォルター・テイラー                                                          | —                                                                                    | ローマの休日         |
| 1953年 （第26回）                                               | モーリス・ランスフォード ライル・R・ウィーラー                                               | スチュアート・ライス                                                                 | タイタニックの最期   |
| 1953年 （第26回）                                               | カラー作品                                                                                   |                                                                                      |                      |
| 1953年 （第26回）                                               | ジョージ・デイヴィス ライル・R・ウィーラー                                                   | ポール・S・フォックス ウォルター・M・スコット                                        | 聖衣                 |
| 1953年 （第26回）                                               | アルフレッド・ジュネ ハンス・ペーター                                                        | ジョン・ジャーヴィス                                                                 | 円卓の騎士           |
| 1953年 （第26回）                                               | セドリック・ギボンズ ポール・グロッシー                                                      | アーサー・クラムズ エドウィン・B・ウィリス                                           | リリー               |
| 1953年 （第26回）                                               | プレストン・エイムズ エドワード・C・カーファグノ セドリック・ギボンズ ガブリエル・スコナミロ | F・ケオー・グリーソン アーサー・クラムズ ジャック・D・ムーア エドウィン・B・ウィリス | 三つの恋の物語       |
| 1953年 （第26回）                                               | セドリック・ギボンズ ユーリー・マクリアリー                                                  | ジャック・D・ムーア エドウィン・B・ウィリス                                          | 悲恋の王女エリザベス |
| 1954年 （第27回）                                               | モノクロ作品                                                                                 | モノクロ作品                                                                         | モノクロ作品         |
| 1954年 （第27回）                                               | リチャード・デイ                                                                             | —                                                                                    | 波止場               |
| 1954年 （第27回）                                               | ローランド・アンダーソン ハル・ペレイラ                                                      | サミュエル・M・コマー グレイス・グレゴリー                                           | 喝采                 |
| 1954年 （第27回）                                               | セドリック・ギボンズ エドワード・C・カーファグノ                                             | エドウィン・B・ウィリス エミール・クーリ                                             | 重役室               |
| 1954年 （第27回）                                               | マックス・オフュルス                                                                         | —                                                                                    | 快楽                 |
| 1954年 （第27回）                                               | ハル・ペレイラ ウォルター・テイラー                                                          | サミュエル・M・コマー レイ・モイヤー                                                 | 麗しのサブリナ       |
| 1954年 （第27回）                                               | カラー作品                                                                                   |                                                                                      |                      |
| 1954年 （第27回）                                               | ジョン・ミーハン                                                                             | エミール・クーリ                                                                     | 海底二万哩           |
| 1954年 （第27回）                                               | セドリック・ギボンズ プレストン・エイムズ                                                    | エドウィン・B・ウィリス F・ケオー・グリーソン                                        | ブリガドーン         |
| 1954年 （第27回）                                               | ライル・R・ウィーラー リーランド・フラー                                                     | ウォルター・M・スコット ポール・S・フォックス                                        | デジレ               |
| 1954年 （第27回）                                               | ハル・ペレイラ ローランド・アンダーソン                                                      | サミュエル・M・コマー レイ・モイヤー                                                 | Red Garters          |
| 1954年 （第27回）                                               | マルコム・バート ジーン・アレン                                                              | アイリーン・シャラフ ジョージ・ジェイムズ・ホプキンス                                | スタア誕生           |
| 1955年 （第28回）                                               | モノクロ作品                                                                                 | モノクロ作品                                                                         | モノクロ作品         |
| 1955年 （第28回）                                               | ハル・ペレイラ タンビ・ラーセン                                                              | サミュエル・M・コマー アーサー・クラムズ                                             | バラの刺青           |
| 1955年 （第28回）                                               | セドリック・ギボンズ ランドル・ドゥアル                                                      | エドウィン・B・ウィリス ヘンリー・グレース                                           | 暴力教室             |
| 1955年 （第28回）                                               | セドリック・ギボンズ マルコム・ブラウン                                                      | エドウィン・B・ウィリス ヒュー・B・ハント                                            | 明日泣く             |
| 1955年 （第28回）                                               | ジョセフ・C・ライト                                                                          | ダレル・シルヴェラ                                                                   | 黄金の腕             |
| 1955年 （第28回）                                               | エドワード・S・ハワース ウォルター・サイモンズ                                               | ロバート・プリーストリー                                                             | マーティ             |
| 1955年 （第28回）                                               | カラー作品                                                                                   |                                                                                      |                      |
| 1955年 （第28回）                                               | ウィリアム・フラナリー                                                                       | ジョー・ミールジナー ロバート・プリーストリー                                        | ピクニック           |
| 1955年 （第28回）                                               | ライル・R・ウィーラー ジョン・デ・キュア                                                     | ウォルター・M・スコット ポール・S・フォックス                                        | 足ながおじさん       |
| 1955年 （第28回）                                               | オリバー・スミス ジョセフ・C・ライト                                                         | ハワード・ブリストル                                                                 | 野郎どもと女たち     |
| 1955年 （第28回）                                               | ライル・R・ウィーラー ジョージ・W・デイヴィス                                                | ウォルター・M・スコット ジャック・スタブス                                           | 慕情                 |
| 1955年 （第28回）                                               | ハル・ペレイラ ジョゼフ・マクミラン                                                          | サミュエル・M・コマー アーサー・クラムズ                                             | 泥棒成金             |
| 1956年 （第29回）                                               | モノクロ作品                                                                                 | モノクロ作品                                                                         | モノクロ作品         |
| 1956年 （第29回）                                               | セドリック・ギボンズ マルコム・F・ブラウン                                                   | エドウィン・B・ウィリス ケオー・グリーソン                                           | 傷だらけの栄光       |
| 1956年 （第29回）                                               | ハル・ペレイラ A・アール・ヘドリック                                                         | サミュエル・M・コマー フランク・R・マケルヴィ                                        | 誇りと冒涜           |
| 1956年 （第29回）                                               | 松山崇                                                                                       | —                                                                                    | 七人の侍             |
| 1956年 （第29回）                                               | ロス・ベラ                                                                                   | ウィリアム・R・カーナン ルイス・ダイアジ                                             | 純金のキャデラック   |
| 1956年 （第29回）                                               | ライル・R・ウィーラー ジャック・マーティン・スミス                                           | ウォルター・M・スコット スチュアート・A・レイス                                      | Teenage Rebel        |
| 1956年 （第29回）                                               | カラー作品                                                                                   |                                                                                      |                      |
| 1956年 （第29回）                                               | ライル・R・ウィーラー ジョン・デ・キュア                                                     | ウォルター・M・スコット ポール・S・フォックス                                        | 王様と私             |
| 1956年 （第29回）                                               | ジェームズ・W・サリバン ケン・アダム                                                         | ロス・J・ダウド                                                                      | 八十日間世界一周     |
| 1956年 （第29回）                                               | ボリス・レヴン                                                                               | ラルフ・S・ハースト                                                                  | ジャイアンツ         |
| 1956年 （第29回）                                               | セドリック・ギボンズ ハンス・ピータース プレストン・エイムズ                                 | エドウィン・B・ウィリス F・ケオー・グリーソン                                        | 炎の人ゴッホ         |
| 1956年 （第29回）                                               | ハル・ペレイラ ウォルター・H・タイラー アルバート・ノザキ                                    | サミュエル・M・コマー レイ・モイヤー                                                 | 十戒                 |
| 1957年 （第30回）                                               |                                                                                              |                                                                                      |                      |
| テッド・ハワース                                                | ロバート・プレイストリー                                                                     | サヨナラ                                                                             |                      |
| ハル・ペレイラ ジョージ・デイヴィス                             | サミュエル・M・コマー レイ・モイヤー                                                         | パリの恋人                                                                           |                      |
| ウィリアム・A・ホーニング ジーン・アレン                        | エドウィン・B・ウィリス リチャード・ペファール                                               | 魅惑の巴里                                                                           |                      |
| ウォルター・ホルシャー                                          | ウィリアム・カーナン ルイス・ダイアジ                                                        | 夜の豹                                                                               |                      |
| ウィリアム・A・ホーニング ユーリー・マクリアリー                | エドウィン・B・ウィリス ヒュー・ハント                                                       | 愛情の花咲く樹                                                                       |                      |
| 1958年 （第31回）                                               |                                                                                              |                                                                                      |                      |
| ウィリアム・A・ホーニング（死後の受賞） E・プレストン・エイムズ | ヘンリー・グレース F・ケオー・グリーソン                                                     | 恋の手ほどき                                                                         |                      |
| マルコム・バート                                                | ジョージ・ジェイムズ・ホプキンス                                                             | メイム叔母さん                                                                       |                      |
| カリー・オーデル                                                | ルイス・ダイアジ                                                                             | 媚薬                                                                                 |                      |
| ライル・R・ウィーラー ジョン・デ・キュア                        | ウォルター・M・スコット ポール・S・フォックス                                                | ある微笑                                                                             |                      |
| ハル・ペレイラ ヘンリー・バムステッド                           | サミュエル・M・コマー フランク・マクケルビー                                                 | めまい                                                                               |                      |
| 1959年 （第32回）                                               | モノクロ作品                                                                                 | モノクロ作品                                                                         | モノクロ作品         |
| 1959年 （第32回）                                               | ライル・R・ウィーラー ジョージ・デイヴィス                                                   | ウォルター・M・スコット スチュアート・A・レイス                                      | アンネの日記         |
| 1959年 （第32回）                                               | ハル・ペレイラ ウォルター・テイラー                                                          | サミュエル・M・コマー アーサー・クラムズ                                             | 果てしなき夢         |
| 1959年 （第32回）                                               | カール・アンダーソン                                                                         | ウィリアム・カーナン                                                                 | The Last Angry Man   |
| 1959年 （第32回）                                               | テッド・ハワース                                                                             | エドワード・G・ボイル                                                                | お熱いのがお好き     |
| 1959年 （第32回）                                               | オリヴァー・メッセル ウィリアム・ケルナー                                                    | スコット・スリモン                                                                   | 去年の夏 突然に      |
| 1959年 （第32回）                                               | カラー作品                                                                                   |                                                                                      |                      |
| 1959年 （第32回）                                               | ウィリアム・A・ホーニング（死後の受賞） エドワード・カーファグノ                             | ヒュー・ハント                                                                       | ベン・ハー           |
| 1959年 （第32回）                                               | ジョン・デ・キュア                                                                           | ジュリア・ヘロン                                                                     | 聖なる漁夫           |
| 1959年 （第32回）                                               | ライル・R・ウィーラー フランツ・バシュリン ヘルマン・A・ブルメンタル                         | ウォルター・M・スコット ジョセフ・キッシュ                                           | 地底探検             |
| 1959年 （第32回）                                               | ウィリアム・A・ホーニング（死後のノミネート） ロバート・F・ボイル メリル・パイ               | ヘンリー・グレース フランク・マクケルビー                                            | 北北西に進路を取れ   |
| 1959年 （第32回）                                               | リチャード・H・リデル（死後のノミネート）                                                    | ラッセル・A・ガウスマン ルーディ・R・レヴィット                                      | 夜を楽しく           |

### 1960年代
| 年                                                                                    | 美術監督 | 装置監督                                                                | 作品名                             |
| ------------------------------------------------------------------------------------- | --- | ----------------------------------------------------------------------- | ---------------------------------- |
| 1960年 （第33回）                                                                     | モノクロ作品 | モノクロ作品                                                            | モノクロ作品                       |
| 1960年 （第33回）                                                                     | アレクサンドル・トローネル | エドワード・G・ボイル                                                   | アパートの鍵貸します               |
| 1960年 （第33回）                                                                     | ジョゼフ・マクミラン ケネス・A・レイド | ロス・ダウド                                                            | よろめき珍道中                     |
| 1960年 （第33回）                                                                     | ジョセフ・ハーレイ ロバート・クラットワージー | ジョージ・ミロ                                                          | サイコ                             |
| 1960年 （第33回）                                                                     | トム・モラハン | ライオネル・カウチ                                                      | 息子と恋人                         |
| 1960年 （第33回）                                                                     | ハル・ペレイラ ウォルター・テイラー | サミュエル・M・コマー アーサー・クラムズ                                | 底抜け宇宙旅行                     |
| 1960年 （第33回）                                                                     | カラー作品 |                                                                         |                                    |
| 1960年 （第33回）                                                                     | アレクサンダー・ゴリツィン エリック・オーボム（死後の受賞）                                                                                      | ラッセル・A・ガウスマン ジュリア・ヘロン                                | スパルタカス                       |
| 1960年 （第33回）                                                                     | ジョージ・デイヴィス アディソン・ハー | ヘンリー・グレース ヒュー・ハント オットー・シーゲル                    | シマロン                           |
| 1960年 （第33回）                                                                     | ハル・ペレイラ ローランド・アンダーソン | サミュエル・M・コマー アルリーゴ・ブレスキ                              | ナポリ湾                           |
| 1960年 （第33回）                                                                     | テッド・ハワース | ウィリアム・キアナン                                                    | ペペ                               |
| 1960年 （第33回）                                                                     | エドワード・キャリア | ジョージ・ジェイムズ・ホプキンス                                        | ルーズベルト物語                   |
| 1961年 （第34回）                                                                     | モノクロ作品 | モノクロ作品                                                            | モノクロ作品                       |
| 1961年 （第34回）                                                                     | ハリー・ホーナー | ジーン・キャラハン                                                      | ハスラー                           |
| 1961年 （第34回）                                                                     | キャロル・クラーク | エミール・クーリ ハル・ガスマン                                         | うっかり博士の大発明/フラバァ      |
| 1961年 （第34回）                                                                     | フェルナンド・キャリー | エドワード・G・ボイル                                                   | 噂の二人                           |
| 1961年 （第34回）                                                                     | ルドルフ・スターナド | ジョージ・ミロ                                                          | ニュールンベルグ裁判               |
| 1961年 （第34回）                                                                     | ピエロ・ゲラルディ | —                                                                       | 甘い生活                           |
| 1961年 （第34回）                                                                     | カラー作品 |                                                                         |                                    |
| 1961年 （第34回）                                                                     | ボリス・レヴン | ヴィクター・A・ガンジェリン                                             | ウエスト・サイド物語               |
| 1961年 （第34回）                                                                     | ハル・ペレイラ ローランド・アンダーソン | サミュエル・M・コマー レイ・モイヤー                                    | ティファニーで朝食を               |
| 1961年 （第34回）                                                                     | ヴェニエロ・コラサンティ ジョン・ムーア | —                                                                       | エル・シド                         |
| 1961年 （第34回）                                                                     | アレクサンダー・ゴリツィン ジョセフ・C・ライト                                                                                                   | ハワード・ブリストル                                                    | フラワー・ドラム・ソング           |
| 1961年 （第34回）                                                                     | ハル・ペレイラ ウォルター・テイラー | サミュエル・M・コマー アーサー・クラムズ                                | 肉体のすきま風                     |
| 1962年 （第35回）                                                                     | モノクロ作品 | モノクロ作品                                                            | モノクロ作品                       |
| 1962年 （第35回）                                                                     | アレクサンダー・ゴリツィン ヘンリー・バムステッド                                                                                                | オリーバー・エマート                                                    | アラバマ物語                       |
| 1962年 （第35回）                                                                     | ジョセフ・C・ライト | ジョージ・ジェイムズ・ホプキンス                                        | 酒とバラの日々                     |
| 1962年 （第35回）                                                                     | テッド・ハワース レオン・バルザック ヴィンセント・コルダ                                                                                         | ガブリエル・バシャ                                                      | 史上最大の作戦                     |
| 1962年 （第35回）                                                                     | ジョージ・デイヴィス エドワード・カーファグノ | ヘンリー・グレース ディック・ペファール                                 | Period of Adjustment               |
| 1962年 （第35回）                                                                     | ハル・ペレイラ ローランド・アンダーソン | サミュエル・M・コマー フランク・R・マッケルヴィー                       | ローマを占領した鳩                 |
| 1962年 （第35回）                                                                     | カラー作品 |                                                                         |                                    |
| 1962年 （第35回）                                                                     | ジョン・ボックス ジョン・ストール | ダリオ・シモーニ                                                        | アラビアのロレンス                 |
| 1962年 （第35回）                                                                     | ポール・グロッシー | ジョージ・ジェイムズ・ホプキンス                                        | The Music Man                      |
| 1962年 （第35回）                                                                     | ジョージ・デイヴィス ジョセフ・マクミラン・ジョンソン                                                                                            | ヘンリー・グレース ヒュー・ハント                                       | 戦艦バウンティ                     |
| 1962年 （第35回）                                                                     | アレクサンダー・ゴリツィン ロバート・クラットワージー                                                                                            | ジョージ・ミロ                                                          | ミンクの手ざわり                   |
| 1962年 （第35回）                                                                     | ジョージ・デイヴィス エドワード・カーファグノ | ヘンリー・グレース ディック・ペファール                                 | 不思議な世界の物語                 |
| 1963年 （第36回）                                                                     | モノクロ作品 | モノクロ作品                                                            | モノクロ作品                       |
| 1963年 （第36回）                                                                     | ジーン・キャラハン | —                                                                       | アメリカ アメリカ                  |
| 1963年 （第36回）                                                                     | ピエロ・ゲラルディ | —                                                                       | 8 1/2                              |
| 1963年 （第36回）                                                                     | ハル・ペレイラ タンビ・ラーセン | サミュエル・M・コマー ロバート・R・ベントン                             | ハッド                             |
| 1963年 （第36回）                                                                     | ハル・ペレイラ ローランド・アンダーソン | サミュエル・M・コマー グレイス・グレゴリー                              | マンハッタン物語                   |
| 1963年 （第36回）                                                                     | ジョージ・デイヴィス ポール・グロッシー | ヘンリー・グレース ヒュー・ハント                                       | Twilight of Honor                  |
| 1963年 （第36回）                                                                     | カラー作品 |                                                                         |                                    |
| 1963年 （第36回）                                                                     | ジョン・デ・キュア ジャック・マーティン・スミス ヒルヤード・ブラウン ハーマン・ブルメンタル エルベン・ウェブ モーリス・ペリング ボリス・ジュラガ | ウォルター・M・スコット ポール・S・フォックス レイ・モイヤー            | クレオパトラ                       |
| 1963年 （第36回）                                                                     | ライル・R・ウィーラー | ジーン・キャラハン                                                      | 枢機卿                             |
| 1963年 （第36回）                                                                     | ハル・ペレイラ ローランド・アンダーソン | サミュエル・M・コマー ジェイムズ・W・ペイン                             | ナイスガイ・ニューヨーク           |
| 1963年 （第36回）                                                                     | ジョージ・デイヴィス ウィリアム・フェラーリ（死後のノミネート） アディソン・ハー                                                                 | ヘンリー・グレース ドン・グリーンウッド・Jr ジャック・ミルズ            | 西部開拓史                         |
| 1963年 （第36回）                                                                     | ラルフ・ブリントン テッド・マーシャル | ジョセリン・ハーバート ジョシー・マキャヴィン                           | トム・ジョーンズの華麗な冒険       |
| 1964年 （第37回）                                                                     | モノクロ作品 | モノクロ作品                                                            | モノクロ作品                       |
| 1964年 （第37回）                                                                     | ヴァシーリス・フォトプロース | —                                                                       | その男ゾルバ                       |
| 1964年 （第37回）                                                                     | ジョージ・デイヴィス ハンス・ピータース エリオット・スコット                                                                                     | ヘンリー・グレース ロバート・R・ベントン                                | 卑怯者の勲章                       |
| 1964年 （第37回）                                                                     | ウィリアム・グラスゴー | ラファエル・ブレトン                                                    | ふるえて眠れ                       |
| 1964年 （第37回）                                                                     | スティーブン・グリムズ | —                                                                       | イグアナの夜                       |
| 1964年 （第37回）                                                                     | ケーリー・オデール | エドワード・G・ボイル                                                   | 五月の七日間                       |
| 1964年 （第37回）                                                                     | カラー作品 |                                                                         |                                    |
| 1964年 （第37回）                                                                     | ジーン・アレン セシル・ビートン | ジョージ・ジェイムズ・ホプキンス                                        | マイ・フェア・レディ               |
| 1964年 （第37回）                                                                     | ジョン・ブライアン モーリス・カーター | パトリック・マクラクラン ロバート・カートライト                         | ベケット                           |
| 1964年 （第37回）                                                                     | キャロル・クラーク ウィリアム・H・トゥントク | エミール・クーリ ハル・ガスマン                                         | メリー・ポピンズ                   |
| 1964年 （第37回）                                                                     | ジョージ・デイヴィス プレストン・エイムズ | ヘンリー・グレース ヒュー・ハント                                       | 不沈のモリー・ブラウン             |
| 1964年 （第37回）                                                                     | ジャック・マーティン・スミス テッド・ハワース | ウォルター・M・スコット スチュアート・A・レイス                         | 何という行き方!                    |
| 1965年 （第38回）                                                                     | モノクロ作品 | モノクロ作品                                                            | モノクロ作品                       |
| 1965年 （第38回）                                                                     | ロバート・クラットワージー | ジョセフ・キッシュ                                                      | 愚か者の船                         |
| 1965年 （第38回）                                                                     | ロバート・エメット・スミス | フランク・タトル                                                        | キング・ラット                     |
| 1965年 （第38回）                                                                     | ジョージ・デイヴィス ウーリー・マックリアリー | ヘンリー・グレース チャールズ・S・トンプソン                            | いつか見た青い空                   |
| 1965年 （第38回）                                                                     | ハル・ペレイラ ジャック・ポプリン | ロバート・R・ベントン ジョセフ・キッシュ                                | いのちの紐                         |
| 1965年 （第38回）                                                                     | ハル・ペレイラ タンビ・ラーセン | テッド・マーシャル ジョシー・マキャヴィン                               | 寒い国から帰ったスパイ             |
| 1965年 （第38回）                                                                     | カラー作品 |                                                                         |                                    |
| 1965年 （第38回）                                                                     | ジョン・ボックス テレンス・マーシュ | ダリオ・シモーニ                                                        | ドクトル・ジバゴ                   |
| 1965年 （第38回）                                                                     | ジョン・デ・キュア ジャック・マーティン・スミス                                                                                                  | ダリオ・シモーニ                                                        | 華麗なる激情                       |
| 1965年 （第38回）                                                                     | リチャード・デイ ウィリアム・クレバー デヴィッド・S・ホール（死後のノミネート）                                                                  | レイ・モイヤー フレッド・M・マクリーン ノーマン・ロケット               | 偉大な生涯の物語                   |
| 1965年 （第38回）                                                                     | ロバート・クラットワージー | ジョージ・ジェイムズ・ホプキンス                                        | サンセット物語                     |
| 1965年 （第38回）                                                                     | ボリス・レヴン | ウォルター・M・スコット ルビィ・レヴィット                              | サウンド・オブ・ミュージック       |
| 1966年 （第39回）                                                                     | モノクロ作品 | モノクロ作品                                                            | モノクロ作品                       |
| 1966年 （第39回）                                                                     | リチャード・シルバート | ジョージ・ジェイムズ・ホプキンス                                        | バージニア・ウルフなんかこわくない |
| 1966年 （第39回）                                                                     | ロバート・ラザット | エドワード・G・ボイル                                                   | 恋人よ帰れ!わが胸に                |
| 1966年 （第39回）                                                                     | ルイジ・スカッチャノーチェ | —                                                                       | 奇跡の丘                           |
| 1966年 （第39回）                                                                     | ウィリー・ホルト マーク・フレデリクス ピエール・ギュフロワ                                                                                       | —                                                                       | パリは燃えているか                 |
| 1966年 （第39回）                                                                     | ジョージ・デイヴィス ポール・グロッシー | ヘンリー・グレース ヒュー・ハント                                       | Mister Buddwing                    |
| 1966年 （第39回）                                                                     | カラー作品 |                                                                         |                                    |
| 1966年 （第39回）                                                                     | ジャック・マーティン・スミス デール・ヘネシー | ウォルター・M・スコット スチュアート・A・レイス                         | ミクロの決死圏                     |
| 1966年 （第39回）                                                                     | アレクサンダー・ゴリツィン ジョージ・C・ウェブ                                                                                                   | ジョン・マッカーシー ジョン・オースティン                               | 泥棒貴族                           |
| 1966年 （第39回）                                                                     | ピエロ・ゲラルディ | —                                                                       | 魂のジュリエッタ                   |
| 1966年 （第39回）                                                                     | ハル・ペレイラ アーサー・ロネーガン | ロバート・R・ベントン ジェイムズ・W・ペイン                             | オスカー                           |
| 1966年 （第39回）                                                                     | ボリス・レヴン | ウォルター・M・スコット ジョン・スターティヴァント ウィリアム・カーナン | 砲艦サンパブロ                     |
| 1967年 （第40回）                                                                     | |                                                                         |                                    |
| ジョン・トラスコット エドワード・キャリア                                             | ジョン・W・ブラウン | キャメロット                                                            |                                    |
| マリオ・チアリ ジャック・マーティン・スミス エド・グレイヴス                          | ウォルター・M・スコット スチュアート・A・レイス                                                                                                  | ドリトル先生不思議な旅                                                  |                                    |
| ロバート・クラットワージー                                                            | フランク・タトル | 招かれざる客                                                            |                                    |
| レンゾ・モンジャルディーノ ジョン・デ・キュア エルベン・ウェブ ジュゼッペ・マリアーニ | ダリオ・シモーニ ルイージ・ガヴァシ | じゃじゃ馬ならし                                                        |                                    |
| アレクサンダー・ゴリツィン ジョージ・C・ウェブ                                        | ハワード・ブリストル | モダン・ミリー                                                          |                                    |
| 1968年 （第41回）                                                                     | |                                                                         |                                    |
| ジョン・ボックス テレンス・マーシュ                                                   | ヴァーノン・ディクソン ケン・マグルストン | オリバー!                                                               |                                    |
| ジョージ・デイヴィス エドワード・カーファグノ                                         | — | 栄光の座                                                                |                                    |
| ボリス・レヴン                                                                        | ウォルター・M・スコット ハワード・ブリストル | スター!                                                                 |                                    |
| アンソニー・マスターズ ハリー・ラング アーニー・アーチャー                            | — | 2001年宇宙の旅                                                          |                                    |
| ミハイル・ボグダノフ ゲンナディ・ミャスニコフ                                         | ゲオルギ・コシェレフ ウラジミル・ウラロフ | 戦争と平和                                                              |                                    |
| 1969年 （第42回）                                                                     | |                                                                         |                                    |
| ジョン・デ・キュア ジャック・マーティン・スミス ハーマン・ブルメンタル                | ウォルター・M・スコット ジョージ・ジェイムズ・ホプキンス ラファエル・ブレトン                                                                    | ハロー・ドーリー!                                                       |                                    |
| モーリス・カーター ライオネル・カウチ                                                 | パトリック・マクラクラン | 1000日のアン                                                            |                                    |
| ロバート・F・ボイル ジョージ・B・チャン                                               | エドワード・G・ボイル カール・ビディスコンブ | シカゴ・シカゴ/ボスをやっつけろ!                                        |                                    |
| アレクサンダー・ゴリツィン ジョージ・C・ウェブ                                        | ジャック・D・ムーア | スイート・チャリティー                                                  |                                    |
| ハリー・ホーナー                                                                      | フランク・マクケルビー | ひとりぼっちの青春                                                      |                                    |

### 1970年代
| 年                                                                                   | 美術監督                                                             | 装置監督                           | 作品名 |
| ------------------------------------------------------------------------------------ | -------------------------------------------------------------------- | ---------------------------------- | ------ |
| 1970年 （第43回）                                                                    |                                                                      |                                    |        |
| ウーリー・マックリアリー ギル・パロンド                                              | アントニオ・マテオス ピエール＝ルイ・テヴェン                        | パットン大戦車軍団                 |        |
| アレクサンダー・ゴリツィン プレストン・エイムズ                                      | ジャック・D・ムーア ミッキー・S・マイケルズ                          | 大空港                             |        |
| タンビ・ラーセン                                                                     | ダレル・シルヴェラ                                                   | 男の闘い                           |        |
| テレンス・マーシュ ボブ・カートライト                                                | パメラ・コーネル                                                     | クリスマス・キャロル               |        |
| ジャック・マーティン・スミス 村木与四郎 リチャード・デイ 川島泰造                    | サミュエル・M・コマー アーサー・クラムズ                             | トラ・トラ・トラ!                  |        |
| 1971年 （第44回）                                                                    |                                                                      |                                    |        |
| ジョン・ボックス アーネスト・アーチャー ジャック・マックステッド ギル・パロンド      | ヴァーノン・ディクソン                                               | ニコライとアレクサンドラ           |        |
| ボリス・レヴン ウィリアム・タントク                                                  | ルビィ・レヴィット                                                   | アンドロメダ…                      |        |
| ジョン・B・マンズブリッジ ピーター・エレンショウ                                     | エミール・クーリ ハル・ガスマン                                      | ベッドかざりとほうき               |        |
| ロバート・F・ボイル マイケル・ストリンジャー                                         | ピーター・ラモント                                                   | 屋根の上のバイオリン弾き           |        |
| テレンス・マーシュ ロバート・カートライト                                            | ピーター・ヒューイット                                               | クイン・メリー/愛と悲しみの生涯    |        |
| 1972年 （第45回）                                                                    |                                                                      |                                    |        |
| ロルフ・ツェートバウアー ユルゲン・キャバッハ                                        | ハーバート・ストラベル                                               | キャバレー                         |        |
| カール・アンダーソン                                                                 | レグ・アレン                                                         | ビリー・ホリデイ物語/奇妙な果実    |        |
| ウィリアム・クレバー                                                                 | ラファエル・ブレトン                                                 | ポセイドン・アドベンチャー         |        |
| ジョン・ボックス ギル・パロンド ロバート・W・レイング                                | —                                                                    | Travels with My Aunt               |        |
| ドン・アシュトン ジェフリー・ドレイク                                                | ジョン・グレイスマーク ウィリアム・ハッチンソン ピーター・ジェームズ | 戦争と冒険                         |        |
| 1973年 （第46回）                                                                    |                                                                      |                                    |        |
| ヘンリー・バムステッド                                                               | ジェイムズ・W・ペイン                                                | スティング                         |        |
| ロレンツォ・モンジャルディーノ ジャンニ・クァランタ                                  | カルメロ・パトロノ                                                   | ブラザー・サン シスター・ムーン    |        |
| ビル・マリー                                                                         | ジェリー・ワンダーリック                                             | エクソシスト                       |        |
| フィリップ・フェフリーズ                                                             | ロバート・デヴェステル                                               | トム・ソーヤーの冒険               |        |
| スティーブン・グリムズ                                                               | ウィリアム・カーナン（死後のノミネート）                             | 追憶                               |        |
| 1974年 （第47回）                                                                    |                                                                      |                                    |        |
| ディーン・タブラリス アンジェロ・グラハム                                            | ジョージ・R・ネルソン                                                | ゴッドファーザー PART II           |        |
| リチャード・シルバート W・スチュアート・キャンベル                                   | ルビィ・レヴィット                                                   | チャイナタウン                     |        |
| アレクサンダー・ゴリツィン プレストン・エイムズ                                      | フランク・マクケルビー                                               | 大地震                             |        |
| ピーター・エレンショウ ジョン・B・マンズブリッジ ウォルター・テイラー アル・ロエロフ | ハル・ガスマン                                                       | 地球の頂上の島                     |        |
| ウィリアム・クレバー ウォード・プレストン                                            | ラファエル・ブレトン                                                 | タワーリング・インフェルノ         |        |
| 1975年 （第48回）                                                                    |                                                                      |                                    |        |
| ケン・アダム ロイ・ウォーカー                                                        | ヴァーノン・ディクソン                                               | バリー・リンドン                   |        |
| エドワード・カーファグノ                                                             | フランク・マクケルビー                                               | ヒンデンブルグ                     |        |
| アレクサンドル・トローネル トニー・イングリス                                        | ピーター・ジェームズ                                                 | 王になろうとした男                 |        |
| リチャード・シルバート W・スチュアート・キャンベル                                   | ジョージ・ゲインズ                                                   | シャンプー                         |        |
| アルバート・ブレナー                                                                 | マーヴィン・マーチ                                                   | サンシャイン・ボーイズ             |        |
| 1976年 （第49回）                                                                    |                                                                      |                                    |        |
| ジョージ・ジェンキンス                                                               | ジョージ・ゲインズ                                                   | 大統領の陰謀                       |        |
| エリオット・スコット                                                                 | ノーマン・レイノルズ                                                 | The Incredible Sarah               |        |
| ジーン・キャラハン ジャック・コリス                                                  | ジェリー・ワンダーリック                                             | ラスト・タイクーン                 |        |
| デール・ヘネシー                                                                     | ロバート・デヴェステル                                               | 2300年未来への旅                   |        |
| ロバート・F・ボイル                                                                  | アーサー・ジョセフ・パーカー                                         | ラスト・シューティスト             |        |
| 1977年 （第50回）                                                                    |                                                                      |                                    |        |
| ジョナサン・バリー ノーマン・レイノルズ レスリー・ディリー                           | ロジャー・クリスチャン                                               | スター・ウォーズ                   |        |
| ジョージ・C・ウェブ                                                                  | ミッキー・S・マイケルズ                                              | エアポート'77/バミューダからの脱出 |        |
| ジョー・アルヴス ダン・ロミノ                                                        | フィル・アブラムソン                                                 | 未知との遭遇                       |        |
| ケン・アダム ピーター・ラモント                                                      | ヒュー・スケイフ                                                     | 007 私を愛したスパイ               |        |
| アルバート・ブレナー                                                                 | マーヴィン・マーチ                                                   | 愛と喝采の日々                     |        |
| 1978年 （第51回）                                                                    |                                                                      |                                    |        |
| ポール・シルバート エドウィン・オノドヴァン                                          | ジョージ・ゲインズ                                                   | 天国から来たチャンピオン           |        |
| ディーン・タブラリス アンジェロ・グラハム                                            | ジョージ・R・ネルソン                                                | ブリンクス                         |        |
| アルバート・ブレナー                                                                 | マーヴィン・マーチ                                                   | カリフォルニア・スイート           |        |
| メル・ボーン                                                                         | ダニエル・ロバート                                                   | インテリア                         |        |
| トニー・ウォルトン フィリップ・ローゼンバーグ                                        | エドワード・スチュアート ロバート・ドラムヘラー                      | ウィズ                             |        |
| 1979年 （第52回）                                                                    |                                                                      |                                    |        |
| フィリップ・ローゼンバーグ トニー・ウォルトン                                        | エドワード・スチュアート グレイ・ブリンク                            | オール・ザット・ジャズ             |        |
| マイケル・シーモア レスリー・ディレイ ロジャー・クリスチャン                         | イアン・ウィテカー                                                   | エイリアン                         |        |
| ディーン・タブラリス アンジェロ・グラハム                                            | ジョージ・R・ネルソン                                                | 地獄の黙示録                       |        |
| ジョージ・ジェンキンス                                                               | アーサー・ジョセフ・パーカー                                         | チャイナ・シンドローム             |        |
| ハロルド・マイケルソン ジョー・ジェニングス レオン・ハリス ジョン・ヴァローン        | リンダ・デシーナ                                                     | スタートレック                     |        |

### 1980年代
| 年                                                                                              | 美術監督                                                                 | 装置監督                          | 作品名 |
| ----------------------------------------------------------------------------------------------- | ------------------------------------------------------------------------ | --------------------------------- | ------ |
| 1980年 （第53回）                                                                               |                                                                          |                                   |        |
| ピエール・ギュフロワ ジャック・スティーブンス                                                   | —                                                                        | テス                              |        |
| ジョン・W・コルソ                                                                               | ジョン・D・ドワイアー                                                    | 歌え!ロレッタ愛のために           |        |
| スチュアート・クレイグ ロバート・カートライト                                                   | ヒュー・スケイフ                                                         | エレファント・マン                |        |
| ノーマン・レイノルズ レスリー・ディリー ハリー・ラング アラン・トムキンス                       | マイケル・D・フォード                                                    | スター・ウォーズ/帝国の逆襲       |        |
| 村木与四郎                                                                                      | —                                                                        | 影武者                            |        |
| 1981年 （第54回）                                                                               |                                                                          |                                   |        |
| ノーマン・レイノルズ レスリー・ディリー                                                         | マイケル・D・フォード                                                    | レイダース/失われたアーク《聖櫃》 |        |
| アシュトン・ゴートン                                                                            | アン・モロ                                                               | フランス軍中尉の女                |        |
| タンビ・ラーセン                                                                                | ジム・バーキー                                                           | 天国の門                          |        |
| ジョン・グレイスマーク パトリツィア・フォン・ブランデンスタイン トニー・リーディング            | ジョージ・デティッタ・Sr ジョージ・デティッタ・Jr ピーター・ヒューイット | ラグタイム                        |        |
| リチャード・シルバート                                                                          | マイケル・シーアトン                                                     | レッズ                            |        |
| 1982年 （第55回）                                                                               |                                                                          |                                   |        |
| スチュアート・クレイグ ロバート・W・レイング                                                    | マイケル・シーアトン                                                     | ガンジー                          |        |
| デール・ヘネシー（死後のノミネート）                                                            | マーヴィン・マーチ                                                       | アニー                            |        |
| ローレンス・G・ポール デイヴィッド・L・スナイダー                                               | リンダ・デシーナ                                                         | ブレードランナー                  |        |
| フランコ・ゼフィレッリ ジャンニ・クァランタ                                                     | —                                                                        | トラヴィアータ/1985・椿姫         |        |
| ロジャー・マウス ティム・ハッチンソン ウィリアム・クレイグ・スミス                              | ハリー・コードウェル                                                     | ビクター/ビクトリア               |        |
| 1983年 （第56回）                                                                               |                                                                          |                                   |        |
| アンナ・アスプ                                                                                  | -                                                                        | ファニーとアレクサンデル          |        |
| ノーマン・レイノルズ フレッド・ホール ジェームズ・ショップ                                      | マイケル・D・フォード                                                    | スター・ウォーズ/ジェダイの復讐   |        |
| ジェフリー・カークランド リチャード・J・ローレンス W・スチュアート・キャンベル ピーター・ロメロ | パット・ペンディング ジョージ・R・ネルソン                               | ライトスタッフ                    |        |
| ポリー・プラット ハロルド・マイケルソン                                                         | トム・ペディゴ アンソニー・モンデーロ                                    | 愛と追憶の日々                    |        |
| ロイ・ウォーカー レスリー・トムキンス                                                           | テサ・デイヴィス                                                         | 愛のイエントル                    |        |
| 1984年 （第57回）                                                                               |                                                                          |                                   |        |
| パトリツィア・フォン・ブランデンスタイン                                                        | カレル・サーニー                                                         | アマデウス                        |        |
| リチャード・シルバート                                                                          | ジョージ・ゲインズ                                                       | コットンクラブ                    |        |
| メル・ボーン アンゲロ・グラハム ジェームズ・J・ムラカミ スピード・ホプキンス                    | ブルース・ワイントロープ                                                 | ナチュラル                        |        |
| ジョン・ボックス                                                                                | ヒュー・スケイフ                                                         | インドへの道                      |        |
| アルバート・ブレナー                                                                            | リック・シンプソン                                                       | 2010年                            |        |
| 1985年 （第58回）                                                                               |                                                                          |                                   |        |
| スティーブン・グリムズ                                                                          | ジョシー・マキャヴィン                                                   | 愛と哀しみの果て                  |        |
| ノーマン・ガーウッド                                                                            | マギー・グレイ                                                           | 未来世紀ブラジル                  |        |
| J・マイケル・リヴァ ロバート・W・ウェルチ                                                       | リンダ・デシーナ                                                         | カラーパープル                    |        |
| 村木与四郎 村木忍                                                                               | —                                                                        | 乱                                |        |
| スタン・ジョリー                                                                                | ジョン・アンダーソン                                                     | 刑事ジョン・ブック 目撃者         |        |
| 1986年 （第59回）                                                                               |                                                                          |                                   |        |
| ジャンニ・クァランタ ブライアン・オークランド＝ショウ                                           | ブライアン・サヴェガー エリーオウ・アルトラームラ                        | 眺めのいい部屋                    |        |
| ピーター・ラモント                                                                              | クリスピン・サリス                                                       | エイリアン2                       |        |
| ボリス・レヴン（死後のノミネート）                                                              | カレン・オハラ                                                           | ハスラー2                         |        |
| スチュアート・ワーツェル                                                                        | キャロル・ジョフィ                                                       | ハンナとその姉妹                  |        |
| スチュアート・クレイグ                                                                          | ジャック・スティーブンス                                                 | ミッション                        |        |
| 1987年 （第60回）                                                                               |                                                                          |                                   |        |
| フェルナンド・スカルフィオッティ                                                                | ブルーノ・チェザーリ オズワルド・デシデーリ                              | ラストエンペラー                  |        |
| ノーマン・レイノルズ                                                                            | ハリー・コードウェル                                                     | 太陽の帝国                        |        |
| アンソニー・プラット                                                                            | ジェーン・ウールラード                                                   | 戦場の小さな天使たち              |        |
| サント・ロカスト                                                                                | キャロル・ジョフィ レスリー・ブルーム ジョージ・デティッタ・Jr           | ラジオ・デイズ                    |        |
| パトリツィア・フォン・ブランデンスタイン ウィリアム・A・エリオット                              | ハル・ガスマン                                                           | アンタッチャブル                  |        |
| 1988年 （第61回）                                                                               |                                                                          |                                   |        |
| スチュアート・クレイグ                                                                          | ジェラード・ジェイムズ                                                   | 危険な関係                        |        |
| アルバート・ブレナー                                                                            | ギャレット・ルイス                                                       | フォエバー・フレンズ              |        |
| アイダ・ランドム                                                                                | リンダ・デシーナ                                                         | レインマン                        |        |
| ディーン・タブラリス                                                                            | アーミン・ガンツ                                                         | タッカー                          |        |
| エリオット・スコット                                                                            | ピーター・ヒューイット                                                   | ロジャー・ラビット                |        |
| 1989年 （第62回）                                                                               |                                                                          |                                   |        |
| アントン・ファースト                                                                            | ピーター・ヤング                                                         | バットマン                        |        |
| レスリー・ディリー                                                                              | アン・カルジャン                                                         | アビス                            |        |
| ダンテ・フェレッティ                                                                            | フランチェスカ・ロー・シャイボ                                           | バロン                            |        |
| ブルーノ・ルベオ                                                                                | クリスピン・サリス                                                       | ドライビング Miss デイジー        |        |
| ノーマン・ガーウッド                                                                            | ギャレット・ルイス                                                       | グローリー                        |        |

### 1990年代
| 年                                  | 美術監督                         | 装置監督                                  | 作品名 |
| ----------------------------------- | -------------------------------- | ----------------------------------------- | ------ |
| 1990年 （第63回）                   |                                  |                                           |        |
| リチャード・シルバート              | リック・シンプソン               | ディック・トレイシー                      |        |
| エジオ・フリジェリオ                | ジャック・ルークセル             | シラノ・ド・ベルジュラック                |        |
| ジェフリー・ビークロフト            | リサ・ディーン                   | ダンス・ウィズ・ウルブズ                  |        |
| ディーン・タブラリス                | ゲイリー・フェティス             | ゴッドファーザー PART III                 |        |
| ダンテ・フェレッティ                | フランチェスカ・ロー・シャイボ   | ハムレット                                |        |
| 1991年 （第64回）                   |                                  |                                           |        |
| デニス・ガスナー                    | ナンシー・ヘイグ                 | バグジー                                  |        |
| デニス・ガスナー                    | ナンシー・ヘイグ                 | バートン・フィンク                        |        |
| メル・ボーン                        | シンディ・カー                   | フィッシャー・キング                      |        |
| ノーマン・ガーウッド                | ギャレット・ルイス               | フック                                    |        |
| ポール・シルバート                  | キャリル・ヘラー                 | サウス・キャロライナ/愛と追憶の彼方       |        |
| 1992年 （第65回）                   |                                  |                                           |        |
| ルチアーナ・アリジ                  | イアン・ウィテカー               | ハワーズ・エンド                          |        |
| トーマス・E・サンダース             | ギャレット・ルイス               | ドラキュラ                                |        |
| スチュアート・クレイグ              | クリス・バトラー                 | チャーリー                                |        |
| フェルナンド・スカルフィオッティ    | リンダ・デシーナ                 | トイズ                                    |        |
| ヘンリー・バムステッド              | ジャニス・ブラッキー＝ゴーディン | 許されざる者                              |        |
| 1993年 （第66回）                   |                                  |                                           |        |
| アラン・スタルスキ                  | エヴァ・ブラウン                 | シンドラーのリスト                        |        |
| ケン・アダム                        | マーヴィン・マーチ               | アダムス・ファミリー2                     |        |
| ダンテ・フェレッティ                | ロバート・J・コランコ            | エイジ・オブ・イノセンス/汚れなき情事     |        |
| ベン・ヴァン・オズ ヤン・ロールフス | —                                | オルランド                                |        |
| ルチアーナ・アリジ                  | イアン・ウィテカー               | 日の名残り                                |        |
| 1994年 （第67回）                   |                                  |                                           |        |
| ケン・アダム                        | キャロライン・スコット           | 英国万歳!                                 |        |
| サント・ロカスト                    | スーザン・ボード                 | ブロードウェイと銃弾                      |        |
| リック・カーター                    | ナンシー・ヘイグ                 | フォレスト・ガンプ/一期一会               |        |
| ダンテ・フェレッティ                | フランチェスカ・ロー・シャイボ   | インタビュー・ウィズ・ヴァンパイア        |        |
| リリー・キルバート                  | ドリー・クーパー                 | レジェンド・オブ・フォール/果てしなき想い |        |
| 1995年 （第68回）                   |                                  |                                           |        |
| ユージニオ・ザネッティ              | —                                | 恋の闇 愛の光                             |        |
| マイケル・コレンブリス              | メリディス・ボスウェル           | アポロ13                                  |        |
| ロジャー・フォード                  | ケリー・ブラウン                 | ベイブ                                    |        |
| ボー・ウェルチ                      | シェリル・カラシック             | リトル・プリンセス                        |        |
| トニー・バロウ                      | —                                | リチャード三世                            |        |
| 1996年 （第69回）                   |                                  |                                           |        |
| スチュアート・クレイグ              | ステファニー・マクミラン         | イングリッシュ・ペイシェント              |        |
| ボー・ウェルチ                      | シェリル・カラシック             | バードケージ                              |        |
| ブライアン・モリス                  | フィリップ・タルーア             | エビータ                                  |        |
| ティム・ハーヴィ                    | —                                | ハムレット                                |        |
| キャサリン・マーティン              | ブリジット・ブロシュ             | ロミオ+ジュリエット                       |        |
| 1997年 （第70回）                   |                                  |                                           |        |
| ピーター・ラモント                  | マイケル・D・フォード            | タイタニック                              |        |
| ヤン・ロールフス                    | ナンシー・ナイ                   | ガタカ                                    |        |
| ダンテ・フェレッティ                | フランチェスカ・ロー・シャイボ   | クンドゥン                                |        |
| ジャニーン・オペウォール            | ジェイ・R・ハート                | L.A.コンフィデンシャル                    |        |
| ボー・ウェルチ                      | シェリル・カラシック             | メン・イン・ブラック                      |        |
| 1998年 （第71回）                   |                                  |                                           |        |
| マーティン・チャイルズ              | ジル・クォーティアー             | 恋におちたシェイクスピア                  |        |
| ジョン・マイヤー                    | ピーター・ヒューイット           | エリザベス                                |        |
| ジャニーン・オペウォール            | ジェイ・ハート                   | カラー・オブ・ハート                      |        |
| トーマス・E・サンダース             | リサ・ディーン・カヴァノー       | プライベート・ライアン                    |        |
| ユージニオ・ザネッティ              | シンディ・カー                   | 奇蹟の輝き                                |        |
| 1999年 （第72回）                   |                                  |                                           |        |
| リック・ハインリクス                | ピーター・ヤング                 | スリーピー・ホロウ                        |        |
| ルチアーナ・アリジ                  | イアン・ウィテカー               | アンナと王様                              |        |
| デイヴィッド・グロープマン          | ベス・ルビノ                     | サイダーハウス・ルール                    |        |
| ロイ・ウォーカー                    | ブルーノ・チェザーリ             | リプリー                                  |        |
| イヴ・スチュワート                  | ジョン・ブッシュ                 | トプシー・ターヴィー                      |        |

### 2000年代
| 年                                        | 美術監督                                                     | 装置監督                                            | 作品名 |
| ----------------------------------------- | ------------------------------------------------------------ | --------------------------------------------------- | ------ |
| 2000年 （第73回）                         |                                                              |                                                     |        |
| ティム・イップ                            | -                                                            | グリーン・デスティニー                              |        |
| アーサー・マックス                        | クリスピン・サリス                                           | グラディエーター                                    |        |
| マイケル・コレンブリス                    | メレディス・ボスウェル                                       | グリンチ                                            |        |
| マーティン・チャイルズ                    | ジル・クォーティアー                                         | クイルズ                                            |        |
| ジャン・ラバス                            | フランソワ・ブノワ＝フェレスコ                               | 宮廷料理人ヴァテール                                |        |
| 2001年 （第74回）                         |                                                              |                                                     |        |
| キャサリン・マーティン                    | ブリジット・ブロシュ                                         | ムーラン・ルージュ                                  |        |
| アリーヌ・ボネット                        | マリー＝ロール・ヴァラ                                       | アメリ                                              |        |
| スティーヴン・アルトマン                  | アンナ・ピノック                                             | ゴスフォード・パーク                                |        |
| スチュアート・クレイグ                    | ステファニー・マクミラン                                     | ハリー・ポッターと賢者の石                          |        |
| グラント・メイジャー                      | ダン・ヘナ                                                   | ロード・オブ・ザ・リング                            |        |
| 2002年 （第75回）                         |                                                              |                                                     |        |
| ジョン・マイヤー                          | ゴードン・シム                                               | シカゴ                                              |        |
| フェリペ・フェルナンデス・デル・パソ      | ハニア・ロブレド                                             | フリーダ                                            |        |
| ダンテ・フェレッティ                      | フランチェスカ・ロ・シャイヴォ                               | ギャング・オブ・ニューヨーク                        |        |
| グラント・メイジャー                      | ダン・ヘナ アラン・リー                                      | ロード・オブ・ザ・リング/二つの塔                   |        |
| デニス・ガスナー                          | ナンシー・ヘイグ                                             | ロード・トゥ・パーディション                        |        |
| 2003年 （第76回）                         |                                                              |                                                     |        |
| グラント・メイジャー                      | ダン・ヘナ アラン・リー                                      | ロード・オブ・ザ・リング/王の帰還                   |        |
| ベン・ヴァン・オズ                        | セシル・ヘイデマン                                           | 真珠の耳飾りの少女                                  |        |
| リリー・キルバート                        | グレッチェン・ラウ                                           | ラスト サムライ                                     |        |
| ウィリアム・サンダル                      | ロバート・グールド                                           | マスター・アンド・コマンダー                        |        |
| ジャニーン・オッペウォール                | レスリー・ポープ                                             | シービスケット                                      |        |
| 2004年 （第77回）                         |                                                              |                                                     |        |
| ダンテ・フェレッティ                      | フランチェスカ・ロ・スキャーヴォ                             | アビエイター                                        |        |
| ジェマ・ジャクソン                        | トリシャ・エドワーズ                                         | ネバーランド                                        |        |
| リック・ハインリクス                      | シェリル・カラシク                                           | レモニー・スニケットの世にも不幸せな物語            |        |
| アンソニー・プラット                      | セリア・ボバック                                             | オペラ座の怪人                                      |        |
| アリーヌ・ボネット                        | -                                                            | ロング・エンゲージメント                            |        |
| 2005年 （第78回）                         |                                                              |                                                     |        |
| ジョン・マイヤー                          | グレッチェン・ラウ                                           | SAYURI                                              |        |
| ジム・ビッセル                            | ジャン・パスカル                                             | グッドナイト&グッドラック                           |        |
| スチュアート・クレイグ                    | ステファニー・マクミラン                                     | ハリー・ポッターと炎のゴブレット                    |        |
| グラント・メイジャー                      | ダン・ヘナ サイモン・ブライト                                | キング・コング                                      |        |
| サラ・グリーンウッド                      | ケイティ・スペンサー                                         | プライドと偏見                                      |        |
| 2006年 （第79回）                         |                                                              |                                                     |        |
| エウヘニオ・カバイェーロ                  | ピラール・レブエルタ                                         | パンズ・ラビリンス                                  |        |
| ジョン・マイヤー                          | ナンシー・ヘイグ                                             | ドリームガールズ                                    |        |
| ジャニーン・オッペウォール                | グレッチェン・ラウ（死後のノミネート） レスリー・E・ロリンズ | グッド・シェパード                                  |        |
| リック・ハインリクス                      | シェリル・カラシック                                         | パイレーツ・オブ・カリビアン/デッドマンズ・チェスト |        |
| ネイサン・クロウリー                      | ジュリー・オチピンティ                                       | プレステージ                                        |        |
| 2007年 （第80回）                         |                                                              |                                                     |        |
| ダンテ・フェレッティ                      | フランチェスカ・ロ・スキャーヴォ                             | スウィーニー・トッド フリート街の悪魔の理髪師       |        |
| アーサー・マックス                        | ベス・A・ルビノ                                              | アメリカン・ギャングスター                          |        |
| サラ・グリーンウッド                      | ケイティ・スペンサー                                         | つぐない                                            |        |
| デニス・ガスナー                          | アンナ・ピノック                                             | ライラの冒険 黄金の羅針盤                           |        |
| ジャック・フィスク                        | ジム・エリクソン                                             | ゼア・ウィル・ビー・ブラッド                        |        |
| 2008年 （第81回）                         |                                                              |                                                     |        |
| ドナルド・グラハム・バート                | ヴィクター・J・ゾルフォ                                      | ベンジャミン・バトン 数奇な人生                     |        |
| ジェームズ・J・ムラカミ                   | ゲイリー・フェティス                                         | チェンジリング                                      |        |
| ネイサン・クロウリー                      | ピーター・ランド                                             | ダークナイト                                        |        |
| マイケル・カーリン                        | レベッカ・アルウェー                                         | ある公爵夫人の生涯                                  |        |
| クリスティ・ズィー                        | デブラ・シャッツ                                             | レボリューショナリー・ロード/燃え尽きるまで         |        |
| 2009年 （第82回）                         |                                                              |                                                     |        |
| リック・カーター ロバート・ストロンバーグ | キム・シンクレア                                             | アバター                                            |        |
| デイブ・ウォーレン アナスタシア・マサロ   | キャロライン・スミス                                         | Dr.パルナサスの鏡                                   |        |
| ジョン・マイヤー                          | ゴードン・シム                                               | NINE                                                |        |
| サラ・グリーンウッド                      | ケイティ・スペンサー                                         | シャーロック・ホームズ                              |        |
| パトリス・ヴァーメット                    | マギー・グレイ                                               | ヴィクトリア女王 世紀の愛                           |        |

### 2010年代
| 年                             | 美術監督                                      | 装置監督                                            | 作品名 |
| ------------------------------ | --------------------------------------------- | --------------------------------------------------- | ------ |
| 2010年 （第83回）              |                                               |                                                     |        |
| ロバート・ストロンバーグ       | カレン・オハラ                                | アリス・イン・ワンダーランド                        |        |
| スチュアート・クレイグ         | ステファニー・マクミラン                      | ハリー・ポッターと死の秘宝 PART1                    |        |
| ガイ・ヘンドリックス・ディアス | ラリー・ディアス ダグ・モワット               | インセプション                                      |        |
| イヴ・スチュワート             | ジュディ・ファー                              | 英国王のスピーチ                                    |        |
| ジェス・ゴンコール             | ナンシー・ヘイグ                              | トゥルー・グリット                                  |        |
| 2011年 （第84回）              |                                               |                                                     |        |
| ダンテ・フェレッティ           | フランチェスカ・ロ・シャイヴォ                | ヒューゴの不思議な発明                              |        |
| ローレンス・ベネット           | ロバート・グールド                            | アーティスト                                        |        |
| スチュアート・クレイグ         | ステファニー・マクミラン                      | ハリー・ポッターと死の秘宝 PART2                    |        |
| アニー・シーベル               | エレーヌ・デュブルイユ                        | ミッドナイト・イン・パリ                            |        |
| リック・カーター               | リー・サンデルズ                              | 戦火の馬                                            |        |
| 2012年 （第85回）              |                                               |                                                     |        |
| リック・カーター               | ジム・エリックソン                            | リンカーン                                          |        |
| サラ・グリーンウッド           | ケイティ・スペンサー                          | アンナ・カレーニナ                                  |        |
| ダン・ヘナ                     | ラ・ヴィンセント サイモン・ブライト           | ホビット 思いがけない冒険                           |        |
| イヴ・スチュアート             | アンナ・リンチ＝ロビンソン                    | レ・ミゼラブル                                      |        |
| デヴィッド・グロップマン       | アンナ・ピンコック                            | ライフ・オブ・パイ/トラと漂流した227日              |        |
| 2013年 （第86回）              |                                               |                                                     |        |
| キャサリン・マーティン         | ビヴァリー・ダン                              | 華麗なるギャツビー                                  |        |
| アダム・ストックハウゼン       | アリス・ベイカー                              | それでも夜は明ける                                  |        |
| ジュディー・ベッカー           | ヘザー・レフラー                              | アメリカン・ハッスル                                |        |
| アンディ・ニコルソン           | ロジー・グッドウィン ジョアン・ウールラード   | ゼロ・グラビティ                                    |        |
| K・K・バレット                 | ジーン・セルデーナ                            | her/世界でひとつの彼女                              |        |
| 2014年 （第87回）              |                                               |                                                     |        |
| アダム・ストックハウゼン       | アンナ・ピノック                              | グランド・ブダペスト・ホテル                        |        |
| マリア・ジャーコヴィック       | タチアナ・マクドナルド                        | イミテーション・ゲーム/エニグマと天才数学者の秘密   |        |
| ネイサン・クロウリー           | ゲイリー・フェティス                          | インターステラー                                    |        |
| デニス・ガスナー               | アンナ・ピノック                              | イントゥ・ザ・ウッズ                                |        |
| スージー・デイビーズ           | シャーロット・ワッツ                          | ターナー、光に愛を求めて                            |        |
| 2015年 （第88回）              |                                               |                                                     |        |
| コリン・ギブソン               | リサ・トンプソン                              | マッドマックス 怒りのデス・ロード                   |        |
| アダム・ストックハウゼン       | レナ・ディアンジェロ ベルンハルト・ヘンリック | ブリッジ・オブ・スパイ                              |        |
| イヴ・スチュワート             | マイケル・スタンディッシュ                    | リリーのすべて                                      |        |
| アーサー・マックス             | セリア・ボバク                                | オデッセイ                                          |        |
| ジャック・フィスク             | ハミッシュ・パーディ                          | レヴェナント: 蘇えりし者                            |        |
| 2016年 （第89回）              |                                               |                                                     |        |
| デヴィッド・ワスコ             | サンディ・レイノルズ・ワスコ                  | ラ・ラ・ランド                                      |        |
| パトリス・ヴァーメット         | ポール・ホッテ                                | メッセージ                                          |        |
| スチュアート・クレイグ         | アンナ・ピノック                              | ファンタスティック・ビーストと魔法使いの旅          |        |
| ジェス・ゴンコール             | ナンシー・ハイ                                | ヘイル、シーザー!                                   |        |
| ガイ・ヘンドリックス・ディアス | ジーン・サーデナ                              | パッセンジャー                                      |        |
| 2017年 （第90回）              |                                               |                                                     |        |
| ポール・デナム・オースタベリー | シェーン・ヴィア ジェフ・メルヴィン           | シェイプ・オブ・ウォーター                          |        |
| サラ・グリーンウッド           | ケイティ・スペンサー                          | 美女と野獣                                          |        |
| デニス・ガスナー               | アレッサンドラ・クエルゾラ                    | ブレードランナー 2049                               |        |
| サラ・グリーンウッド           | ケイティ・スペンサー                          | ウィンストン・チャーチル/ヒトラーから世界を救った男 |        |
| ネイサン・クロウリー           | ゲイリー・フェティス                          | ダンケルク                                          |        |
| 2018年 （第91回）              |                                               |                                                     |        |
| ハンナ・ビーチラー             | ジェイ・ハート                                | ブラックパンサー                                    |        |
| フィオナ・クロンビー           | アリス・フェルトン                            | 女王陛下のお気に入り                                |        |
| ネイサン・クロウリー           | キャシー・ルーカス                            | ファースト・マン                                    |        |
| ジョン・マイヤー               | ゴードン・シム                                | メリー・ポピンズ リターンズ                         |        |
| エウジェニオ・カバイェロ       | バーバラ・エンリケス                          | ROMA/ローマ                                         |        |
| 2019年 （第92回）              |                                               |                                                     |        |
| バーバラ・リング               | ナンシー・ヘイグ                              | ワンス・アポン・ア・タイム・イン・ハリウッド        |        |
| ボブ・ショウ                   | レジーナ・グレイヴス                          | アイリッシュマン                                    |        |
| ラ・ヴィンセント               | ノラ・ソプコヴァ                              | ジョジョ・ラビット                                  |        |
| デニス・ガスナー               | リー・サンデルズ                              | 1917 命をかけた伝令                                 |        |
| リー・ハジュン                 | チョ・ウォンウ                                | パラサイト 半地下の家族                             |        |

### 2020年代
| 年                                      | 美術監督                            | 装置監督                           | 作品名 |
| --------------------------------------- | ----------------------------------- | ---------------------------------- | ------ |
| 2020/21 （第93回）                      |                                     |                                    |        |
| ドナルド・グラハム・バート              | ジャン・パスカル                    | Mank/マンク                        |        |
| ピーター・フランシス                    | キャシー・フェザーストーン          | ファーザー                         |        |
| マーク・リッカー                        | カレン・オハラ ダイアナ・ストウトン | マ・レイニーのブラックボトム       |        |
| デヴィッド・クランク                    | エリザベス・キーナン                | この茫漠たる荒野で                 |        |
| ネイサン・クロウリー                    | キャシー・ルーカス                  | TENET テネット                     |        |
| 2021 （第94回）                         |                                     |                                    |        |
| パトリス・ヴァーメット                  | ズサンナ・シポス                    | DUNE/デューン 砂の惑星             |        |
| タマラ・デヴェレル                      | シェーン・ヴィア                    | ナイトメア・アリー                 |        |
| グラント・メイジャー                    | アンバー・リチャーズ                | パワー・オブ・ザ・ドッグ           |        |
| ステファン・デシャント                  | ナンシー・ヘイグ                    | マクベス                           |        |
| アダム・ストックハウゼン                | レナ・ディアンジェロ                | ウエスト・サイド・ストーリー       |        |
| 2022 （第95回）                         |                                     |                                    |        |
| クリスティアン・M・ゴルトベック         | アーネスティン・ヒッパー            | 西部戦線異状なし                   |        |
| ディラン・コール ベン・プロクター       | ヴァネッサ・コール                  | アバター:ウェイ・オブ・ウォーター  |        |
| フロレンシア・マーティン                | アンソニー・カリーノ                | バビロン                           |        |
| キャサリン・マーティン カレン・マーフィ | ベヴ・ダン                          | エルヴィス                         |        |
| リック・カーター                        | カレン・オハラ                      | フェイブルマンズ                   |        |
| 2023 （第96回）                         |                                     |                                    |        |
| ジェームズ・プライス、ショーナ・ヒース  | ズィッサ・ミハレク                  | 哀れなるものたち                   |        |
| ジャック・フィスク                      | アダム・ウィリス                    | キラーズ・オブ・ザ・フラワームーン |        |
| アーサー・マックス                      | エリ・グリフ                        | ナポレオン                         |        |
| ルース・デ・ヨンク                      | クレア・カウフマン                  | オッペンハイマー                   |        |
| サラ・グリーンウッド                    | ケイティ・スペンサー                | バービー                           |        |
| 2024 （第97回）                         |                                     |                                    |        |
| ネイサン・クロウリー                    | リー・サンデルズ                    | ウィキッド ふたりの魔女            |        |
| ジュディ・ベッカー                      | パトリシア・クッチャ                | ブルータリスト                     |        |
| スージー・デイヴィス                    | シンシア・スレイター                | 教皇選挙                           |        |
| パトリス・ヴァーメット                  | シェーン・ヴィア                    | デューン 砂の惑星PART2             |        |
| クレイグ・ラスロップ                    | ベアトリス・ブレントナー            | ノスフェラトゥ                     |        |